# IRF8
IRF8 (англ. Interferon regulatory factor 8) – білок, який кодується однойменним геном, розташованим у людей на короткому плечі 16-ї хромосоми. Довжина поліпептидного ланцюга білка становить 426 амінокислот, а молекулярна маса — 48 356.
| 10         |  | 20         |  | 30         |  | 40         |  | 50         |
| ---------- |  | ---------- |  | ---------- |  | ---------- |  | ---------- |
| MCDRNGGRRL |  | RQWLIEQIDS |  | SMYPGLIWEN |  | EEKSMFRIPW |  | KHAGKQDYNQ |
| EVDASIFKAW |  | AVFKGKFKEG |  | DKAEPATWKT |  | RLRCALNKSP |  | DFEEVTDRSQ |
| LDISEPYKVY |  | RIVPEEEQKC |  | KLGVATAGCV |  | NEVTEMECGR |  | SEIDELIKEP |
| SVDDYMGMIK |  | RSPSPPEACR |  | SQLLPDWWAQ |  | QPSTGVPLVT |  | GYTTYDAHHS |
| AFSQMVISFY |  | YGGKLVGQAT |  | TTCPEGCRLS |  | LSQPGLPGTK |  | LYGPEGLELV |
| RFPPADAIPS |  | ERQRQVTRKL |  | FGHLERGVLL |  | HSSRQGVFVK |  | RLCQGRVFCS |
| GNAVVCKGRP |  | NKLERDEVVQ |  | VFDTSQFFRE |  | LQQFYNSQGR |  | LPDGRVVLCF |
| GEEFPDMAPL |  | RSKLILVQIE |  | QLYVRQLAEE |  | AGKSCGAGSV |  | MQAPEEPPPD |
| QVFRMFPDIC |  | ASHQRSFFRE |  | NQQITV     |  |            |  |            |

A: Аланін

C: Цистеїн

D: Аспарагінова кислота

E: Глутамінова кислота

F: Фенілаланін

G: Гліцин

H: Гістидин

I: Ізолейцин

K: Лізин

L: Лейцин

M: Метіонін

N: Аспарагін

P: Пролін

Q: Глутамін

R: Аргінін

S: Серин

T: Треонін

V: Валін

W: Триптофан

Кодований геном білок за функціями належить до репресорів, активаторів. 
Задіяний у таких біологічних процесах, як транскрипція, регуляція транскрипції. 
Білок має сайт для зв'язування з ДНК. 
Локалізований у цитоплазмі, ядрі.